# Ziallerns

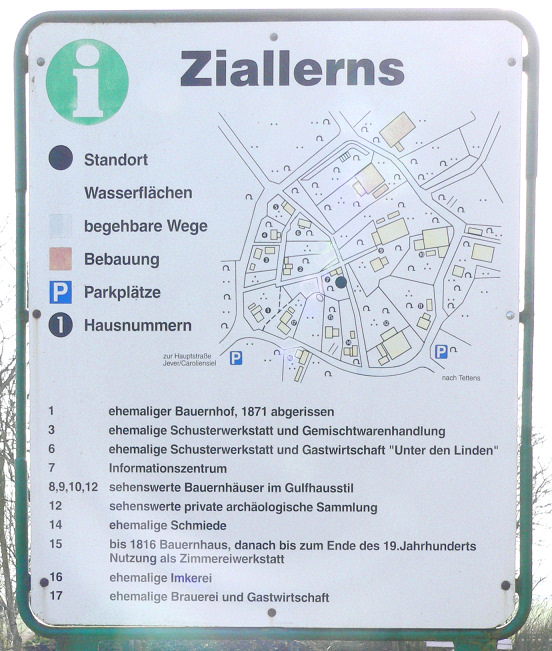
Lageplan der Warft Ziallerns im Wangerland

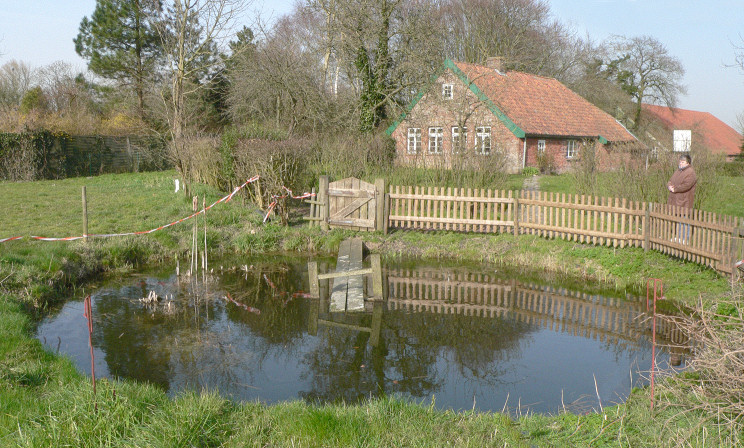
Regenwassersammelstelle auf der Warft Ziallerns

Ziallerns ist ein Wurtendorf in der Gemeinde Wangerland im Landkreis Friesland in Niedersachsen. Das kleine Dorf gilt als eine der am besten erhaltenen Wurtensiedlungen im norddeutschen Küstenbereich. Seit 1937 steht die Wurt unter Landschaftsschutz.

## Geographie
Ziallerns liegt rund 20 Kilometer nordwestlich von Wilhelmshaven, rund zehn Kilometer nordöstlich von Wittmund und 8,5 nördlich von Jever entfernt. Das Dorf gehört zum Kirchspiel Tettens.

## Geschichte
Ziallerns gilt – aufgrund der Namensendung – als chaukische Siedlung. Die ältesten Siedlungsnachweise stammen aus der Zeit um 100 v. Chr. Zu dieser Zeit konnten die Menschen noch direkt auf dem Marschenboden siedeln. Die Bewohner waren durch die immer höher aufsteigenden Fluten gezwungen, ihre Häuser auf künstlich aufgeworfenen Hügeln, den Wurten (auch Warft genannt), zu errichten. Etwa 60.000 Kubikmeter Klei und Stallmist mussten für den rund fünf Meter hohen Wurtenbau Ziallerns bewegt werden.
Die Wurt Ziallerns bot ursprünglich acht Bauernhöfen Platz; davon sind heute noch vier Höfe auf der Ostseite zu sehen. Bis zum 19. Jahrhundert wurden die Höfe der Westseite durch Wohnbauten einer nicht bäuerlichen Bevölkerung ersetzt, so dass die verbliebenen Bauernhöfe durch die kleinen Handwerksbetriebe und Gemischtwarengeschäfte versorgt werden konnten. Noch im 19. Jahrhundert gab es einen Schmied, eine Brauerei, einen Gastwirt, einen Schuhmacher, Weber und Zimmerleute.
1937 wurde die Wurt unter Landschaftsschutz gestellt. Ziallerns ist aber kein Museumsdorf. Alle Häuser befinden sich in Privatbesitz.
Das ehemalige Landarbeiterhaus Garlichs Ziallerns Nr. 7 soll ca. 1800 erbaut worden sein. In dem kulturhistorisch wertvollen Haus wurde Ende der 1980er Jahre ein Informationszentrum mit einer Ausstellung in Trägerschaft der Gemeinde Wangerland eingerichtet. Die Informationsausstellung dokumentierte anhand von Karten, Skizzen, Zeichnungen und historischen Fotos die Entstehung des Ortes Ziallerns sowie die Besiedlungsgeschichte des Wangerlandes. Die Ausstellung wurde 2015 geschlossen, da sie nicht mehr zeitgemäß war und das Gebäude saniert werden musste. Das Haus wurde schließlich an Privat verkauft und ist nun nicht mehr zu besichtigen.

### Beschreibung
Das Wurtendorf Ziallerns ist ein kreisrund gebautes Wurtendorf. In dem Dorf stehen gerade einmal 16 Häuser – Bauernhöfe und Landarbeiterhäuser. Sie werden heute zum Teil als Ferienhäuser vermietet.
Eine äußere Ringstraße zieht sich um die ganze Wurt. Dazu konzentrisch verläuft ein innerer Weg um die Wurtmitte. Mehrere meist schmale Wege verlaufen radial von der Wurtmitte zum Wurtfuß. Sie setzen sich zum Teil in den Feldwegen der Flur fort.
Auf der Wurt ist noch eine ehemalige Süßwasserstelle (Fething) erhalten. Früher wurde hieraus das Trinkwasser für Vieh geschöpft, heute ist sie ein Dorfteich.